# Mauricio Yadarola
Mauricio Luis Yadarola (Córdoba, Provincia de Córdoba, 1895 – Córdoba, Provincia de Córdoba, 1960) fue un abogado y político argentino miembro de la Unión Cívica Radical, que se desempeñó como Diputado de la Nación.

## Biografía
Nació en Córdoba el 17 de julio de 1895, siendo sus padres, Luis Yadarola, de nacionalidad italiana, y Josefa Givogri. Estudió abogacía y se doctoró en la Universidad Nacional de Córdoba, de la cual llegó a ser vicerrector y donde fue titular de la cátedra de Derecho Comercial.
Su padre fue simpatizante del fascismo y cónsul honorario de Italia en la ciudad de Jesús María durante aquellos años. También se contó entre los miembros de la colectividad italiana que donaban anillos de oro para colaborar con Benito Mussolini en la invasión a Etiopía. Cuando el radicalismo sabattinista cordobés se oponía a la ruptura con las potencias del Eje, Yadarola se diferenció de su padre algutinando a una parte de la Juventud Radical y del Comité Directivo provincial para brindar su apoyo a los aliados y luchar contra el fascismo.
En 1941 fue elegido uno de los vicepresidentes de la Junta Ejecutiva Central de la UCR. Al año siguiente, presidiría el Comité Central de la Unión Cívica Radical de la Provincia de Córdoba, tarea que llevó adelante hasta el golpe militar del 4 de junio de 1943. A lo largo de esa década del '40 y dentro del radicalismo, se convirtió también en uno de los referentes del "unionismo" cordobés, facción opositora al sabattinismo. Durante esta época mantuvo fuertes cruces con Amadeo Sabattini, con acusaciones cruzadas de clientelismo político entre ambas facciones del radicalismo cordobés.

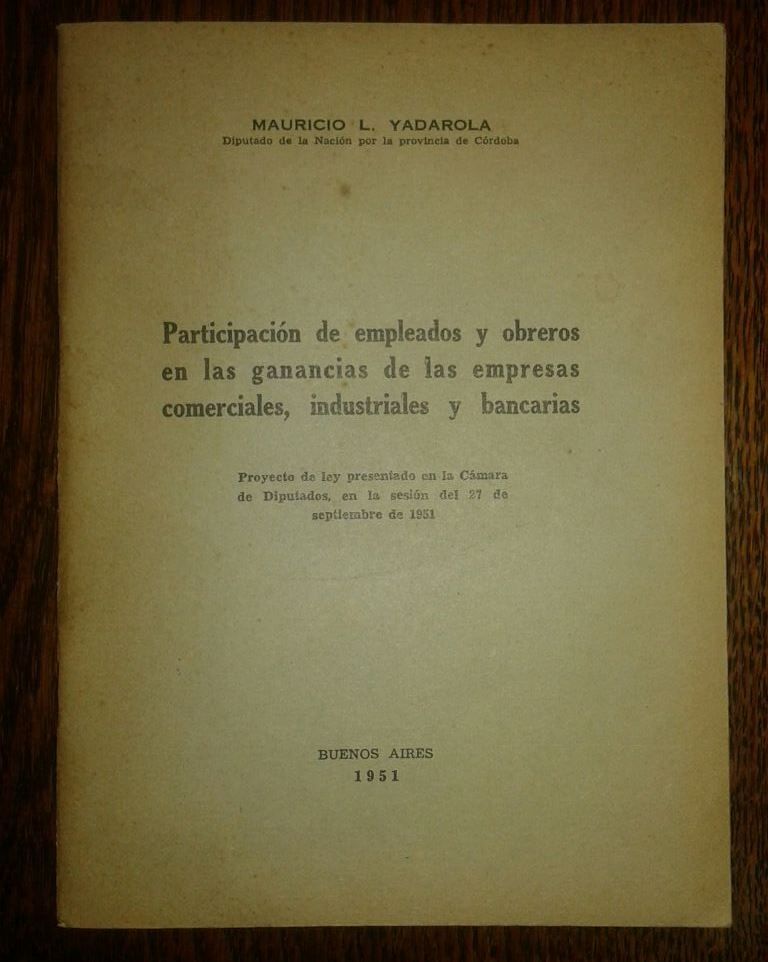
Proyecto de ley presentado por el Dr. Yadarola en la Cámara de Diputados de la Nación Argentina en 1951

El 7 de marzo de 1948 fue elegido junto a los doctores Arturo U. Illia y Miguel Ángel Zavala Ortiz como diputado nacional por la Provincia de Córdoba para el período 1948-1952, pasando a integrar el denominado Bloque de los 44, grupo opositor al peronismo en el Congreso nacional. Asumió la banca el 26 de abril de 1948, y en junio de 1950 el sector mayoritario del partido peronista obtuvo la suspensión de su actividad parlamentaria por el término de diez sesiones sin goce de su dieta acusado de "desorden de conducta", luego de haber comparado “al régimen gobernante actual con los totalitarios de Alemania e Italia y comunista ruso”. Al año siguiente, el 29 de diciembre de 1951, fue además desaforado junto a Silvano Santander y puesto a disposición de la Justicia a raíz de su participación en el Golpe de Estado del 28 de septiembre de 1951.
En las elecciones para renovar diputados nacionales para el período 1955-1961, fue nuevamente elegido, siendo el único representante del radicalismo cordobés. Sin embargo, al igual que el resto de los diputados que asumieron ese año, sólo duraría en sus funciones poco menos de cinco meses, porque la dictadura autodenominada Revolución Libertadora que derrocó a Perón en 1955 decidió la disolución del Poder Legislativo el 21 de septiembre de ese mismo año. Durante esos meses, prestó colaboración con los comandos radiofónicos que servían de enlace con la Marina para llevar adelante el Bombardeo de la Plaza de Mayo en la ciudad de Buenos Aires, también conocido como la Masacre de Plaza de Mayo. Este ataque, liderado por sectores militares y civiles antiperonistas, tenía por objetivo asesinar al presidente Juan Domingo Perón, y resultó en la muerte de 308 personas y más de 700 heridos. Llevado a cabo el 16 de junio de 1955, este golpe de Estado funcionó como prólogo de aquel cometido el mes de septiembre siguiente y que llevaría a Juan Domingo Perón al exilio.
Durante el gobierno de la dictadura, fue designado en 1957 por el presidente de facto Pedro Eugenio Aramburu como embajador argentino en los Estados Unidos, cargo que ocupó por apenas 10 días, tras lo cual no volvió a ocupar puestos en la función pública. Mauricio Yadarola fallecería en su provincia natal el 16 de mayo de 1960. En su memoria, una arteria de la ciudad de Córdoba lleva su nombre.

## Instituciones
Fue miembro de número de la Academia Nacional de Derecho y Ciencias Sociales de Córdoba, de la que fue secretario entre 1945 y 1947, así como de la homónima institución porteña, para la cual fue propuesto académico para ocupar la vacante dejada por fallecimiento del doctor Carlos Saavedra Lamas el 6 de julio de 1959, siendo electo el 20 de agosto siguiente. También fue miembro desde 1956 de la Academia Nacional de Ciencias Económicas, fundada en Buenos Aires.

## Publicaciones

### De su autoría
- Democracia y demagogia, repercusiones económicas (1960) – Víctor P. de Zavalía editor, Buenos Aires.
- Títulos de crédito (1961) – Tipográfica Editora Argentina, Buenos Aires.

### Otros
- Homenaje al Dr. Mauricio L. Yadarola (3 tomos) (1963) – Universidad Nacional de Córdoba.